# Monte Pelion Est
Il Pelion Est (in inglese Mount Pelion East) è una montagna situata nella regione degli altipiani centrali della Tasmania, in Australia, all'interno del Parco nazionale del monte Cradle e del lago St Clair. L'origine geologica della cima risale al Giurassico e la composizione delle rocce corrisponde a blocchi di dolerite: l'isolamento topografico ammonta a 323 km.
Con un'altezza di 1 461 metri sul livello del mare, la montagna è la venticinquesima più alta della Tasmania, leggermente più elevata del più celebre Frenchmans Cap (1 446 metri). A differenza del Pelion Ovest, la conformazione del monte orientale appare più simile a un pinnacolo: la forma della guglia è dovuta all'erosione glaciale avvenuta molte migliaia di anni fa.

## Posizione e accesso
La vetta del Pelion Est si trova alla griglia di riferimento 225655 UTM Zona 55S e le informazioni topografiche ad alta risoluzione sono disponibili sulla cartografia offerta dal servizio Tasmap in scala 1: 25000. Rispetto al monte di riferimento, a occidente è situato il Pelion Ovest, a nord il lago Ayr, a est il Curate Bluff nella catena del monte Cattedrale, e verso sud c'è il monte Massif. La dolerite e le pendici inferiori sono ricoperte da una bassa vegetazione, soprattutto specie vegetali simili all'erica scoparia. La montagna si trova approssimativamente a metà strada tra Pelion Hut e Kia Ora Hut sull'Overland Track, la quale passa a meno di un chilometro di distanza dalla vetta.
È possibile accedere al Pelion tramite l'Overland Track dal monte Cradle durante la stagione escursionistica principale da novembre ad aprile, quando è previsto un sistema di prenotazione e di pagamento. Durante il periodo in cui è aperto il percorso, l'accesso risulta consentito in maniera limitata, mentre in bassa stagione, è consentito procedere anche provenendo da sud rispetto al lago St Clair. Un altro percorso di accesso prevede l'attraversamento del fiume Arm, che attraversa il lago Ayr e si unisce all'Overland Track alla pianure di Pelion. Una panoramica più ampia dell'area e dei punti di accesso è disponibile sulla mappa Tasmap relativa al parco nazionale e sulla pubblicazione delle note.
La montagna può essere scalata dall'Overland Track che passa molto vicino al passo del Pelion, il quale è situato a un'altitudine di 1 126 metri.

## Galleria d'immagini
| - Il passo del Pelion e il Pelion Est - Il Pelion Est visto dalla pianura - Il Pelion Est a sinistra, il monte Cattedrale al centro e il monte Ossa a destra, così come appaiono dal Pelion Ovest - Il Pelion Est visto dal monte Ossa - Il monte Doris sullo sfondo e il Pelion Est alle spalle - Vetta - Il monte Massiccio a sinistra e il monte Ossa a destra così come si presentano dalla vetta del Pelion Est |